# Eliseo Insfrán
Eliseo Insfrán (Asunción, 27 ottobre 1935 – 17 agosto 2020) è stato un calciatore paraguaiano, di ruolo attaccante.

## Palmarès

### Club

#### Competizioni nazionali
- Campionato paraguaiano: 1

Guaraní: 1964